# Bon enfant

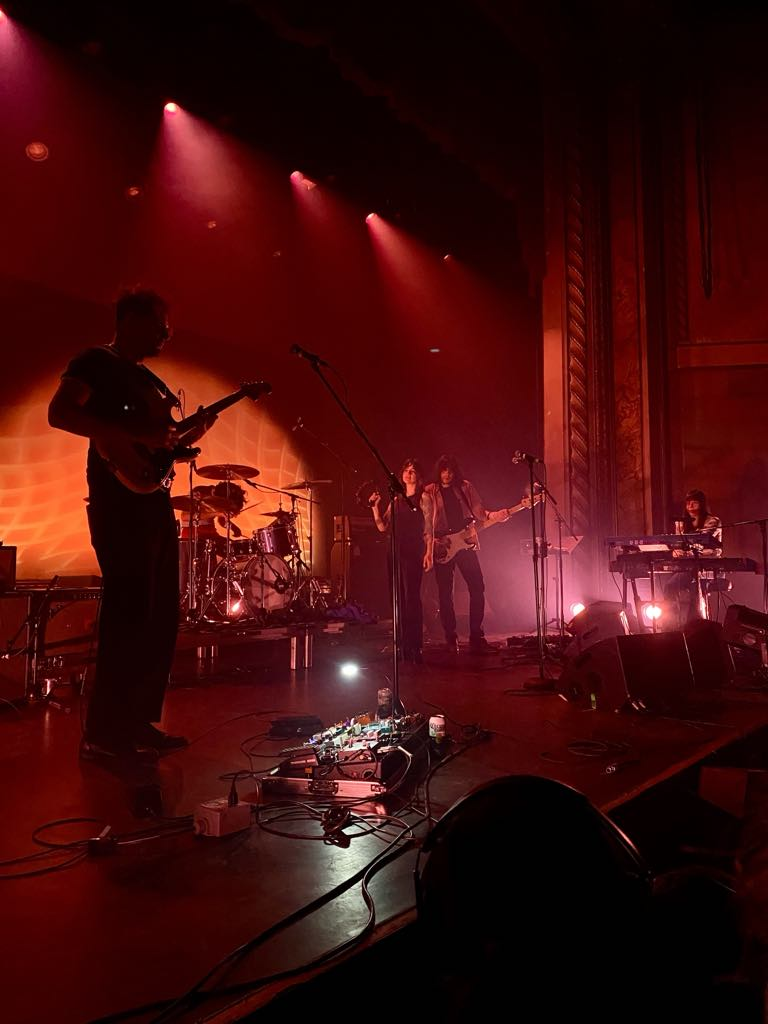

Bon Enfant est un groupe de musique québécois, mélangeant le disco, le psychédélique, le pop, le folk allant même jusqu’au hard rock.

## Histoire
Le groupe est composé 5 membres soit Daphné Brissette (Canailles), Guillaume Chiasson (Ponctuation) accompagné d’Étienne Côté (Canailles, Lumière), Mélissa Fortin (Canailles, elle-même) et Alex Burger (lui-même). Brissette et Chiasson ont commencé en tant que duo qui a évolué en devenant un groupe. Les premières versions des chansons sont transformées par le regard externe des nouveaux membres, ce qui donne naissance à leur premier album : Bon enfant en 2019. Le second opus, Diorama, est sorti en automne 2021,. Suivi par l'album Demande spéciale en octobre 2024.
Bon Enfant a récolté trois nominations au Gala de l’ADISQ 2022. Le groupe était en lice pour Album de l’année – Choix de la critique, Album de l’année – Rock, Groupe au duo de l’année et pour Pochette d’album de l’année (Thomas B. Martin, Daphné Brissette). En 2023, Bon Enfant a remporté le prix du vidéoclip d’animation pour Pâte à biscuit au GAMIQ.

## Discographie

### Albums studio
- 2019 - Bon Enfant (Duprince)
- 2021 - Diorama (Duprince)
- 2024 - Demande spéciale (Duprince)